# Gekörnte Kegelschnecke
Die Gekörnte Kegelschnecke (Conus granulatus) ist eine Schnecke aus der Familie der Kegelschnecken (Gattung Conus), die im westlichen Atlantischen Ozean verbreitet ist. Sie ernährt sich von Vielborstern und kleinen Fischen.

## Merkmale
Conus granulatus trägt ein mittelgroßes Schneckenhaus, das bei ausgewachsenen Schnecken 6 bis 8 cm Länge erreicht. Der Körperumgang ist mit regelmäßigen Rillen überzogen, zwischen denen die Oberfläche flach oder körnig ist. Das Gewinde ist mit Streifen skulpturiert und oft abgestuft. Die Oberfläche des Gehäuses ist orangerot, erhabene Bereiche mit sehr schmalen kastanienbraunen spiraligen Linien, weiß wolkig gemustert, insbesondere in der Mitte, und so eine unregelmäßige Bande mit kastanienbraunen Flecken und Rändern bildend. Das Innere der Gehäusemündung ist rosafarben.

## Verbreitung und Lebensraum
Conus granulatus ist im westlichen Atlantischen Ozean, dem Karibischen Meer und Golf von Mexiko verbreitet. Er lebt vom Ufer bis in Meerestiefen von etwa 30 m.

## Entwicklungszyklus
Wie alle Kegelschnecken ist Conus granulatus getrenntgeschlechtlich, und das Männchen begattet das Weibchen mit seinem Penis. Die Eier in den Eikapseln entwickeln sich zu Veliger-Larven, die nach einer frei schwimmenden Phase niedersinken und zu kriechenden Schnecken metamorphosieren.

## Ernährung
Die Beute von Conus granulatus besteht vorwiegend aus Vielborstern, doch frisst er gelegentlich auch Fische, die er mit seinen giftigen Radulazähnen harpuniert. Aus einem Individuum wurden sowohl ein Kugelfisch als auch ein Nereide gefunden.